# اصغر بیچاره
اصغر بیچاره (۲۲ خرداد ۱۳۰۶ – ۲۲ خرداد ۱۳۹۵) (همچنین مشهور به اصغر ژوله) عکاس، هنرپیشه و کارگردان اهل ایران بود. از او به‌عنوان قدیمی‌ترین عکاس سینمای ایران یاد می‌شود. وی بزرگترین آرشیو عکس ایران را در اختیار داشت.

## زندگی
اصغر بیچاره در ۱۳۰۶ (یا ۱۳۰۹)، فرزند میرزاباقر بیچاره گنابادی، در تهران به دنیا آمد و از ۱۳ سالگی به عنوان کارگر ساده در یک عکاسی به کار مشغول شد، پس از چند سال در لاله‌زار تهران مغازه‌ای باز کرد که نام آن عکاسخانه شهرزاد بود و به زودی تبدیل به پاتوق هنرمندان و نویسندگان معروف آن زمان شد.
نخستین‌بار با گرفتن کپی از تمام عکس‌های فیلم دختر لر برای عبدالحسین سپنتا فیلم‌نامه‌نویس این فیلم، رسماً وارد دنیای هنر شد. سپس با آشنایی با تئاتر، افزون بر عکاسی از نمایش‌ها، گاه در بعضی از آنها هم به بازی پرداخت. چند سال بعد با گروه دوبلهٔ مرتضی حنانه و حسین سرشار در ایتالیا همکاری کرد. او عکاسی را از سال ۱۳۲۳ آغاز کرد. از او نمایشگاه‌های متعددی در داخل و خارج از ایران برپا شده‌است. اصغر بیچاره خانهٔ خود را در خیابان کوشک به فیلم‌های قدیمی سپرده بود که حدود ۴۰۰ فیلم در آن فیلمبرداری شد.
اصغر بیچاره، نویسنده و کارگردان فیلم مستند «سَنَد زنده» در سال ۱۳۵۹ بوده‌است. او همچنین در سینمای ایران به عنوان تهیه‌کننده، فیلم‌بردار و سایر بخش‌ها نیز فعالیت داشته‌است.
تورج ژوله، محقق برجسته فرش ایرانی، فرزند او است.

## درگذشت
اصغر بیچاره مدتی به سرطان حنجره دچار شده بود و سرانجام در سنِ ۸۹ سالگی در سالروز تولد خود در آپارتمانش در آمریکا درگذشت. پیکر وی در ۵ مرداد ۱۳۹۵ از ایالات متحده آمریکا به ایران منتقل و در ۷ مرداد در قطعه هنرمندان بهشت زهرا تهران به خاک سپرده شد.

## فعالیت‌های عکاسی
اصغر بیچاره در نمایشگاه‌های مختلفِ عکس و عکاسی در ایران و دیگر کشورهای جهان حضور داشته‌است. وی بزرگترین آرشیوِ عکسِ سینما و تئاترِ ایران را در خانهٔ خود گرد آورد و در موزهٔ شخصی‌اش دوربین‌هایی از قدیمی‌ترین عکاسانِ ایران مانند دوربین «ماشاءالله خان عکاس باشی» را نگهداری می‌کرد. بیچاره سه جلد کتاب دربارهٔ تاریخ سینمای ایران نگاشته‌است. او افزون بر عکاسی از ۳۸ فیلم، سابقهٔ بازی در ۲۳ فیلم سینمایی را نیز در کارنامه دارد.

## بازیگری
فیلم‌هایی که بیچاره درآن‌ها به بازی پرداخته‌است:
1. آژانس دوستی (۱۳۷۸)
2. سفر سبز (۱۳۸۱)
3. دم صبح (۱۳۸۴)
4. فرار بزرگ (۱۳۸۳)
5. بانوی من (۱۳۸۱)
6. زیستن (۱۳۸۰)
7. مزاحم (۱۳۸۰)
8. نان و عشق و موتور ۱۰۰۰ (۱۳۸۰)
9. بوی کافور، عطر یاس (۱۳۷۸)
10. جنگجوی پیروز (۱۳۷۷)
11. چهره (۱۳۷۴)
12. افسانه دو خواهر (۱۳۷۳)
13. ای ایران (۱۳۶۸)
14. ناخدا خورشید (۱۳۶۵)
15. امشب اشکی می‌ریزد (۱۳۵۷)
16. کلام حق (۱۳۵۶)
17. کوسه جنوب (۱۳۵۶)
18. رفیق (۱۳۵۴)
19. عمو فوتبالی (۱۳۵۴)
20. قفس (۱۳۵۳)
21. تنها مرد محله (۱۳۵۱)
22. قلندر (۱۳۵۱)
23. زمین تلخ (۱۳۴۱)
24. گربه وحشی (۱۳۴۱)
25. یکی بود یکی نبود (۱۳۳۸)
26. لیلی و مجنون (۱۳۳۵)